# Thyene orientalis
Thyene orientalis là một loài nhện trong họ Salticidae.
Loài này thuộc chi Thyene. Thyene orientalis được Marek Żabka miêu tả năm 1985.